# Crisis bursátil mundial de octubre de 2008
La crisis bursátil mundial de octubre de 2008 constituye una histórica caída de las cotizaciones bursátiles de prácticamente todas las bolsas del mundo. Las caídas, en la mayoría de los casos, supusieron descensos históricos, en una sola sesión o en varias, y deben interpretarse en el contexto de la crisis financiera de 2008. 
La crisis tuvo lugar en un escenario de alta volatilidad, y dio lugar, el 10 de octubre, a un crash generalizado en todas las plazas mundiales. En España, por ejemplo, el Ibex 35 perdió en un solo día el 10%, acumulando unas pérdidas semanales del 21,2%, perdiendo el soporte de los 9.000 puntos (había estado por encima de los 14.000 en el periodo precedente). La bolsa de París registró un descenso del 7,7%, la de Milán un 6,5%, la de Fráncfort un 7% y la de Londres alrededor del 8%, y la de Nueva York un 4%. Las bolsas de Moscú y Viena optaron por cerrar, ante el desplome generalizado.
El lunes 13 de octubre, en cambio, las bolsas reaccionan con euforia a las medidas acordadas ese mismo fin de semana por las principales potencias económicas, que en Europa suponen la inyección de más de un billón de euros en el sistema financiero. Sólo en España, se anuncia que se avalará la deuda bancaria con 100 billion euros, lo que es recibido con una subida de 10% por el Ibex, la mayor de su historia. Ese mismo día, París, Milán y Fráncfort suben más de un 11%, y el Dow Jones sube más del 6%. Pese a estas medidas, el día 15 de octubre las bolsas vuelven a su senda bajista con nuevas caídas históricas.
Para el día 25 de octubre, el desplome de la bolsa es mundial, y anuncio de una recesión económica global, hasta el punto de que algunos expertos sugieren el cierre de las bolsas para evitar las continuas caídas.